# 산악가시쥐
산악가시쥐(Maxomys alticola)는 쥐과에 속하는 설치류의 일종이다. 말레이시아에서만 발견된다.

## 특징
꼬리 길이 128~180mm를 제외한 몸길이가 139~176mm인 중간 크기의 설치류이다. 발 길이는 32~37mm, 귀 길이는 17~22mm이다.